# Oberliga Sud-oest
L'Oberliga Sud-oest va ser la màxima categoria de futbol al Sud-oest de la RFA entre els anys 1945 fins la creació de la Lliga alemanya de futbol el 1963. Cobria els estats de Renània-Palatinat i Saarland.
La lliga va ser creada l'any 1945 com el nivell de futbol més alt a la zona sud-oest d'Alemanya, que en aquell moment formava part de la zona d'ocupació francesa. La lliga va ser dividida en dues zones, nord i sud. La zona nord continuà fins al 1963, mentre que la zona sud s'integrà a l'Oberliga Sud l'any 1950. Fins aquest any, el campió de l'Oberliga es decidí amb una final a doble volta entre els campions de les dues zones. Va substituir les diverses Gauliga que havien existit fins al 1945 a la regió:
- Gauliga Westmark
- Gauliga Moselland
- Gauliga Baden (només la meitat sud)

A més de l'Oberliga Sud-oest, altres quatre van ser creades, les quals eren:
- Oberliga Nord (formada el 1947)
- Oberliga Oest (formada el 1947)
- Oberliga Berlín (formada el 1945, originalment amb clubs de Berlín Oest i Est)
- Oberliga Sud (formada el 1945)

Per sota d'aquesta lliga es disputaven les Amateurligas. L'any 1951 fou creada la 2. Oberliga Südwest. Amb la reintroducció del campionat alemany el 1948, el guanyador i el subcampió de l'Oberliga Sud-oest van passar a la final del torneig amb els altres campions de l'Oberliga.
Entre 1948 i 1951 els clubs de Saarland no participaren a la lliga, doncs disputaven una lliga separada independent del futbol alemany, la Lliga de futbol de Saarland. Inclús, el 1. FC Saarbrücken participà a la segona divisió de la lliga francesa de futbol durant la temporada 1948-49. A més, com s'ha comentat anteriorment, els clubs de la zona Sud de la Oberliga Sud-oest passaren a l'Oberliga Sud el 1950.

## Membres fundadors
- 1. FC Saarbrücken
- 1. FC Kaiserslautern
- Borussia Neunkirchen
- Wormatia Worms
- VfR Frankenthal
- FK Pirmasens
- Phönix Ludwigshafen
- 1. FC Idar
- BFV Hassia Bingen
- 1. FSV Mainz 05

## Desaparició de l'Oberliga
Amb la introducció de la Lliga alemanya de futbol, dos equips de l'Oberliga Sud-oest van ser admesos a la nova Bundesliga. Els altres equips van anar a la nova Regionalliga Sud-oest, una de les cinc noves segones divisions.
Els equips admesos a la Bundesliga van ser:
- 1. FC Kaiserslautern
- 1. FC Saarbrücken

Els equips admesos a la Regionalliga van ser:
- Borussia Neunkirchen
- FK Pirmasens
- Wormatia Worms
- FSV Mainz 05
- Eintracht Trier
- Saar 05 Saarbrücken
- VfR Kaiserslautern
- Sportfreunde Saarbrücken
- Phönix Ludwigshafen
- SC Ludwigshafen
- TuS Neuendorf
- TuRa Ludwigshafen
- VfR Frankenthal
- BSC Oppau
- SV Niederlahnstein

El sistema de classificació per a la nova lliga fou bastant complex. Es van tenir en compte les posicions de lliga dels clubs que jugaven a l'Oberliga durant les últimes deu temporades, per la qual cosa els resultats del 1952 al 1955 es van comptar una vegada, els resultats del 1955 al 1959 es van comptar el doble i els resultats del 1959 al 1963 el triple. Un primer lloc va obtenir 16 punts, un setze lloc un punt. Les aparicions al campionat alemany o a les finals de la DFB-Pokal també van ser recompensades amb punts. Els cinc campions de l'Oberliga de la temporada 1962-63 van tenir accés directe a la Bundesliga. Tot plegat, 46 clubs van sol·licitar les 16 places disponibles de la Bundesliga.
Seguint aquest sistema, l'11 de gener de 1963, la DFB va anunciar nou clubs fixos per a la nova lliga i va reduir els clubs elegibles per als set llocs restants a 20. Els clubs de la mateixa Oberliga que estaven separats per menys de 50 punts es van considerar en igualtat de rang i es va utilitzar la posició 1962-63 per determinar l'equip classificat.
Dels set equips que demanaren plaça a la Bundesliga, el 1. FC Saarbrücken fou el primer escollit tot i que tenia una puntuació similar a FK Pirmasens i Borussia Neunkirchen. Aquesta elecció fou controvertida i persisteix el dubte de la influencia de Hermann Neuberger, figura molt influent en el futbol alemany qui era de la regió del club en qüestió. El segon escollit fou 1. FC Kaiserslautern.
Taula de punts:
| Posició | Club                     | Punts 1952 a 1963 | Posició 1962-63 |
| ------- | ------------------------ | ----------------- | --------------- |
| 1       | 1. FC Kaiserslautern     | 464               | 1               |
| 2       | 1. FC Saarbrücken        | 384               | 5               |
| 3       | FK Pirmasens             | 382               | 3               |
| 4       | Borussia Neunkirchen     | 376               | 2               |
| 5       | Wormatia Worms           | 278               | 4               |
| 6       | Saar 05 Saarbrücken      | 229               | 9               |
| 7       | Sportfreunde Saarbrücken | 160               | 6               |

| Club classificat per a la nova Bundesliga. |

1. 1 2 3  Un dels 20 clubs que arribaren a la selecció final.
2. ↑  Un dels nou clubs seleccionats l'11 de gener de 1963.
3. 1 2  Un dels 15 candidats que van ser eliminats de la selecció final.
4. ↑  El club va retirar la sol·licitud de la Bundesliga.

## Palmarès
Font:
| Temporada | Campió                    | Subcampió            |
| --------- | ------------------------- | -------------------- |
| 1945-46   | 1. FC Saarbrücken (1)     | 1. FC Kaiserslautern |
| 1946-47   | 1. FC Kaiserslautern (1)  | Wormatia Worms       |
| 1947-48   | 1. FC Kaiserslautern (2)  | FC Rastatt 04        |
| 1948-49   | 1. FC Kaiserslautern (3)  | Wormatia Worms       |
| 1949-50   | 1. FC Kaiserslautern (4)  | Wormatia Worms       |
| 1950-51   | 1. FC Kaiserslautern (5)  | Wormatia Worms       |
| 1951-52   | 1. FC Saarbrücken (2)     | TuS Neuendorf        |
| 1952-53   | 1. FC Kaiserslautern (6)  | TuS Neuendorf        |
| 1953-54   | 1. FC Kaiserslautern (7)  | FK Pirmasens         |
| 1954-55   | 1. FC Kaiserslautern (8)  | Wormatia Worms       |
| 1955-56   | 1. FC Kaiserslautern (9)  | TuS Neuendorf        |
| 1956-57   | 1. FC Kaiserslautern (10) | 1. FC Saarbrücken    |
| 1957-58   | FK Pirmasens (1)          | 1. FC Kaiserslautern |
| 1958-59   | FK Pirmasens (2)          | Borussia Neunkirchen |
| 1959-60   | FK Pirmasens (3)          | Borussia Neunkirchen |
| 1960-61   | 1. FC Saarbrücken (3)     | Borussia Neunkirchen |
| 1961-62   | Borussia Neunkirchen (1)  | FK Pirmasens         |
| 1962-63   | 1. FC Kaiserslautern (11) | Borussia Neunkirchen |

- En negreta els equips que guanyaren el Campionat alemany aquella temporada.